# ذئار البندورة
ذِئَار البندورة نوع من الذئار وأحد مسببات الأمراض النباتية ، والذي يسبب مرض سرطان الأشجار على الطماطم ومرض النقطة السوداء في البطاطس.  تعيش الفطريات على بقايا المحاصيل ويفضل ظهور الأمراض بسبب درجات الحرارة الدافئة والطقس الرطب.